# Stefano Trinchera
Stefano Trinchera (Copertino, 10 gennaio 1974) è un dirigente sportivo italiano ed ex calciatore, di ruolo difensore, attuale direttore sportivo del Lecce.

## Carriera
Prodotto del vivaio del Lecce, con il club salentino ha giocato sia in Serie B sia in Serie A (25 partite in Serie A nella stagione 1993-1994).
Vanta inoltre una lunga carriera in C con Avellino, Reggiana, Casarano, Manfredonia, Brindisi, Giulianova, Turris, Trapani e Ternana.
Il 4 agosto 2010 lascia il Brindisi dopo due stagioni e si accasa al Leverano, dove ricopre il ruolo di giocatore e direttore sportivo.
Dall'agosto 2014 riveste il ruolo di direttore sportivo della Virtus Francavilla, contribuendo alla promozione della squadra dall'Eccellenza in Serie D, per poi passare a ricoprire il medesimo ruolo nel Lecce, in Lega Pro, nella stagione 2015-2016. Nel 2016-2017 è nuovamente il ds della Virtus Francavilla, nel frattempo ascesa in Lega Pro; abbandona l'incarico al termine della stagione, chiusa con uno storico quinto posto nel girone C di Lega Pro.
Il 13 giugno 2017 assume l'incarico di ds del Cosenza, in Serie C. Nel giugno 2018 ottiene con il club silano la promozione in Serie B dopo la vittoria dei play-off. Il 28 febbraio 2019 rinnova il proprio contratto con la società calabrese fino al 2021.
Il 27 luglio 2021 assume l'incarico di direttore sportivo del Lecce, sottoscrivendo un contratto che lo lega al club fino al 30 giugno 2023. Nel 2021-2022 consegue con il club la promozione in Serie A.

## Carriera da dirigente
- 2010-?: direttore sportivo Leverano Calcio
- 2014-2015: direttore sportivo Virtus Francavilla
- 2015-2016: direttore sportivo U.S. Lecce
- 2016-2017: responsabile area tecnica Virtus Francavilla
- 2017-2021: direttore sportivo Cosenza Calcio
- 2021-: direttore sportivo U.S. Lecce

## Palmarès

### Club

#### Competizioni nazionali
- Coppa Italia Serie C: 1

Brindisi: 2002-2003
- Serie C2: 1

Manfredonia: 2004-2005
- Serie D: 1

Brindisi: 2008-2009